# Sant Baldiri de Tavellera
Sant Baldiri de Tavellera fou una cel·la monàstica situada al terme municipal del Port de la Selva que depenia del monestir benedictí de Sant Pere de Rodes, protegida com a bé cultural d'interès local.

## Descripció
Situat a uns tres quilòmetres de distància al sud-est del nucli urbà de la població del Port de la Selva, a la zona nord del massís del cap de Creus i a poc més d'un quilòmetre de la cala de Tavellera.
Conjunt format per l'església de Sant Baldiri envoltada per les restes enrunades d'altres construccions i, separada pocs metres al nord-oest del conjunt, una torre de defensa. L'església és d'una sola nau amb capçalera poligonal de tres cares orientada a llevant. La coberta ha estat restituïda, donat que estava enfonsada. A l'extrem de ponent del temple hi ha el cor, i adossada a la banda de migdia de l'absis, la sagristia. L'accés a l'interior està situat al mur de migdia, delimitat per dos contraforts que reforcen el parament. S'observen antigues obertures tapiades i una finestra rectangular oberta a l'extrem de ponent. El parament està coronat per un petit campanat d'espadanya de perfil apuntat, format per un sol arc de mig punt. El mur de ponent presenta dues obertures rectangulars, una bastida en pedra i l'altra en maons, i restes del carener de la teulada d'un antic cos adossat, actualment desaparegut. El mur de tramuntana conserva restes d'un parament bastit amb lloses de pedra, disposades mitjançant la tècnica de l'opus spicatum. Aquest parament, força més antic que la resta de l'església, va aparèixer gràcies a les intervencions arqueològiques dutes a terme al voltant del temple. Les construccions que envolten l'església estan disposades a la banda de migdia i ponent. Un pati central comunica moltes d'aquestes dependències annexes amb el mateix temple. Les construccions, actualment força enrunades, han estat identificades amb l'habitatge del capellà i del sagristà i la seva família. Es tractava d'edificis de planta rectangular, amb les cobertes de teula d'una i dues vessants, distribuïts en planta baixa i pis. Anaven acompanyats de petits patis o horts situats a l'extrem de ponent. Al costat d'aquests hi havia el cementiri del conjunt. A l'extrem de llevant de l'església, al costat de pati central, hi ha un pou de planta circular amb el brocal rectangular bastit amb rebles i lloses de pissarra. Està adossat a un mur i té una gran llosa monolítica a manera de coberta, suportada per una pilastra. Tot el conjunt presentava un mur de tancament, del que queden restes a ponent i migdia. Des d'aquesta localització es pot accedir a l'interior del recinte mitjançant dos petits ponts d'arc de mig punt, bastits amb grans lloses de pissarra irregulars sense treballar, que salven el desnivell del rec que envolta aquesta part del conjunt.
Les construccions són bastides amb rebles, lloses i pedres desbastades, lligades amb morter de calç.

## Història
La primera referència documentada és en un precepte de Lluís d'Ultramar de l'any 947 a favor del monestir de Sant Pere de Rodes, que la conformà també el comte Gaufred d'Empúries-Rosselló l'any 974, el papa Benet el mateix any, el rei Lotari el 982 i el papa Joan XV el 990. El 1009 fou objecte d'una donació pel comte Hug d'Empúries. L'any XVI fou construïda una torre de guaita per controlar els perill d'atacs pirates que venien del mar.
L'actual església de Sant Baldiri és una obra bastida al segle xviii, sobre les restes d'una antiga església alt-medieval, que actualment es troba en estat ruïnós. En aquest període s'hi van bastir un conjunt de cases i dependències que formaren un veïnat de masos dispersos de "la muntanya de Sant Baldiri". Posteriorment a la construcció esmentada es tenen notícies que va ser restaurada l'any 1849.
L'activitat d'aquesta ermita s'entén com la de centre religiós i econòmic de les nombroses masies disperses per les muntanyes del Cap de Creus. Arran de les excavacions arqueològiques es pot confirmar que va ser habitada contínuament des de finals del segle VI fins a finals del segle xix.
Aquest santuari va pertànyer al terme municipal de la Selva de Mar, juntament amb tota la muntanya de Sant Baldiri, fins a l'any 1787, quan va quedar inclosa dins del nou municipi de Port de la Selva a partir de la Cèdula Reial de Carles III que dona al Port de la Selva el títol de vila, amb la consegüent segregació de la Selva de Mar
L'any 1917 s'hi va celebrar l'últim aplec i des de llavors va començar la seva progressiva decadència i enrunament.
Vers l'estiu de 1982 el servei de la Generalitat i l'ajuntament del Port de la Selva instal·laren un campament de joventut amb l'objectiu de netejar els enderrocs i desbrossar les bardisses. De l'any 1984 al 1986 es continuaren les obres de neteja i consolidació de les ruïnes del santuari.